# 無參考圖像質量評估
無參考圖像質量評估（英語：No Reference Image Quality Assessment，NR-IQA）是一種圖像質量評估方法。它是指在無參考圖像的情況下，直接評估測試圖像的質量。由於一般理想質量的參考圖像很難獲取，故這種完全不依賴參考圖像的質量評估方法應用較廣泛，但也屬於IQA中最具挑戰的問題。常用的評估方法主要基於像素統計特性，其中包含使用平均數、標準差、熵等方法。

## 平均數
平均數是統計中的一個重要概念。為集中趨勢的最常用測度值，可以反映圖像像素的平均亮度，定義如下：
{\displaystyle \mu ={\frac {1}{mn}}\sum _{i=1}^{m}\sum _{j=1}^{n}{I(i,j)}}
其中 {\displaystyle I} 為測試圖像， {\displaystyle I(i,j)} 為 pixel {\displaystyle (i,j)} 的值， {\displaystyle m} 、  {\displaystyle n} 為圖像的長寬
平均亮度愈大，圖像質量愈好。

## 標準差
標準差在機率統計中最常作為測量一組數值的離散程度之用。應用在圖像中，代表圖像像素灰度值相對於平均值的離散程度，定義如下：
{\displaystyle \sigma ={\sqrt {{\frac {1}{mn}}\sum _{i=1}^{m}\sum _{j=1}^{n}{(I(i,j)-\mu )}^{2}}}}
若標準差愈大，表示圖像中灰度級別愈分散，圖像質量愈好。

## 熵
熵是信號中資訊的平均量，在圖像中表示圖像的平均信號量。定義如下：
{\displaystyle E=-\sum _{i=0}^{L}{P(i)\log _{b}{P(i)}}}
{\displaystyle P(i)} 表示灰度值為 {\displaystyle i} 在圖像中出現的機率，{\displaystyle L} 為圖像的灰度級，即為255
在此方法之下，會先對理想圖像熵的特徵作出假設，再對其設計相應的數學模型，最後通過計算測試圖像在該模型下的特徵來得到質量評估結果。